# Morti nel 2021/Gennaio
| Questa pagina contiene informazioni ricavate automaticamente dalle voci biografiche con l'ausilio del template Bio e di un bot. L'aggiornamento è periodico e automatico e ricostruisce completamente la pagina. Se manca una persona in questa lista, sei pregato di non aggiungerla, ma accertati piuttosto che la sua voce biografica contenga il template Bio e che i dati anagrafici siano correttamente compilati. Se il template Bio manca, inseriscilo tu stesso o, in alternativa, metti l'avviso {{tmp\|Bio}} che ne segnala la mancanza. Se i dati riportati sono sbagliati, correggi direttamente la voce biografica; le modifiche saranno visibili in questa lista entro pochi giorni. Per chiarimenti vedi il progetto biografie. La lista contiene solo le 279 persone che sono citate nell'enciclopedia e per le quali è stato implementato correttamente il template Bio. Pagina aggiornata al 26 lug 2025. |

- 1º gennaio - Emanuele Chiapasco, giocatore di baseball, dirigente sportivo e dirigente d'azienda italiano (n. 1930)
- 1º gennaio - Pierantonio Costa, diplomatico e imprenditore italiano (n. 1939)
- 1º gennaio - Seizō Fukumoto, attore giapponese (n. 1943)
- 1º gennaio - Elmira Minita Gordon, politica beliziana (n. 1930)
- 1º gennaio - Bernard Guignedoux, calciatore e allenatore di calcio francese (n. 1947)
- 1º gennaio - Floyd Little, giocatore di football americano statunitense (n. 1942)
- 1º gennaio - Norma, fumettista e illustratore francese (n. 1946)
- 1º gennaio - Carlos do Carmo, cantante portoghese (n. 1939)
- 2 gennaio - Rodolfo Calanca, astronomo italiano (n. 1953)
- 2 gennaio - Cléber Eduardo Arado, calciatore brasiliano (n. 1972)
- 2 gennaio - Brad Cox, informatico e matematico statunitense (n. 1944)
- 2 gennaio - Giovanni Fabris, calciatore italiano (n. 1928)
- 2 gennaio - Gianni Fermi, calciatore italiano (n. 1935)
- 2 gennaio - Marco Formentini, politico e funzionario italiano (n. 1930)
- 2 gennaio - Modibo Keïta, politico maliano (n. 1942)
- 2 gennaio - Jurij Sauch, calciatore sovietico (n. 1951)
- 2 gennaio - Paul Westphal, cestista e allenatore di pallacanestro statunitense (n. 1950)
- 3 gennaio - Giulio Camarca, chitarrista italiano (n. 1941)
- 3 gennaio - Rosa Giannetta Alberoni, saggista e giornalista italiana (n. 1945)
- 3 gennaio - Roger Hassenforder, ciclista su strada francese (n. 1930)
- 3 gennaio - Naohiro Ikeda, pallavolista giapponese (n. 1940)
- 4 gennaio - Franco Loi, poeta, scrittore e saggista italiano (n. 1930)
- 4 gennaio - Tanya Roberts, attrice statunitense (n. 1949)
- 4 gennaio - Albert Roux, cuoco e imprenditore francese (n. 1935)
- 4 gennaio - Barbara Shelley, attrice inglese (n. 1932)
- 4 gennaio - Gregory Sierra, attore statunitense (n. 1937)
- 4 gennaio - Antoni Stankiewicz, vescovo cattolico polacco (n. 1935)
- 4 gennaio - Martinus Veltman, fisico olandese (n. 1931)
- 4 gennaio - Giuseppe Vivenzio, fantino italiano (n. 1939)
- 4 gennaio - Karl Heinz Vosgerau, attore tedesco (n. 1927)
- 5 gennaio - Colin Bell, calciatore inglese (n. 1946)
- 5 gennaio - Aristeo Biancolini, partigiano e politico italiano (n. 1924)
- 5 gennaio - Cornelis George Boeree, psicologo statunitense (n. 1952)
- 5 gennaio - Christina Crosby, insegnante e scrittrice statunitense (n. 1953)
- 5 gennaio - Emilia De Biasi, politica italiana (n. 1958)
- 5 gennaio - András Haán, cestista e velista ungherese (n. 1946)
- 5 gennaio - Jonas Neubauer, videogiocatore statunitense (n. 1981)
- 5 gennaio - Patrizia Pozzi, filosofa italiana (n. 1956)
- 5 gennaio - John Pullin, rugbista a 15 inglese (n. 1941)
- 5 gennaio - John Richardson, attore britannico (n. 1934)
- 5 gennaio - Bonifácio José Tamm de Andrada, politico brasiliano (n. 1930)
- 5 gennaio - Oscar Wauters, cestista belga (n. 1936)
- 5 gennaio - Michail Želev, siepista bulgaro (n. 1943)
- 6 gennaio - Dionisia Echagüe, cestista paraguaiana (n. 1944)
- 6 gennaio - Osian Ellis, arpista e compositore britannico (n. 1928)
- 6 gennaio - Antony Kambani, calciatore e giocatore di calcio a 5 zimbabwese (n. 1963)
- 6 gennaio - Cleto Pavanetto, religioso, latinista e grecista italiano (n. 1931)
- 6 gennaio - Lamberto Pigini, presbitero e imprenditore italiano (n. 1924)
- 6 gennaio - İzzet Sürücü, cestista turco (n. 1950)
- 7 gennaio - Alex Apolinário, calciatore brasiliano (n. 1996)
- 7 gennaio - Michael Apted, regista e produttore televisivo britannico (n. 1941)
- 7 gennaio - Val Bettin, attore e doppiatore statunitense (n. 1923)
- 7 gennaio - Solange, personaggio televisivo italiano (n. 1952)
- 7 gennaio - Biserka Cvejić, mezzosoprano serbo (n. 1923)
- 7 gennaio - Grant Gondrezick, cestista statunitense (n. 1963)
- 7 gennaio - Vladimir Kiselëv, pesista sovietico (n. 1957)
- 7 gennaio - Genival Lacerda, cantante, compositore e musicista brasiliano (n. 1931)
- 7 gennaio - Tommy Lasorda, giocatore di baseball e allenatore di baseball statunitense (n. 1927)
- 7 gennaio - Marion Ramsey, attrice statunitense (n. 1947)
- 7 gennaio - Angelo Scandurra, poeta e scrittore italiano (n. 1948)
- 7 gennaio - Henri Schwery, cardinale e vescovo cattolico svizzero (n. 1932)
- 7 gennaio - Neil Sheehan, giornalista e scrittore statunitense (n. 1936)
- 7 gennaio - Giuseppe Turani, giornalista italiano (n. 1941)
- 8 gennaio - Cástor Oswaldo Azuaje Pérez, vescovo cattolico venezuelano (n. 1951)
- 8 gennaio - Harold Bornstein, medico statunitense (n. 1947)
- 8 gennaio - Ed Bruce, cantautore e attore statunitense (n. 1939)
- 8 gennaio - Steve Carver, regista statunitense (n. 1945)
- 8 gennaio - David Darling, violoncellista e compositore statunitense (n. 1941)
- 8 gennaio - Marissa Garrido, autrice televisiva, sceneggiatrice e drammaturga messicana (n. 1926)
- 8 gennaio - Mario Santonastaso, attore e cabarettista italiano (n. 1937)
- 8 gennaio - Alberto Terrani, attore italiano (n. 1935)
- 9 gennaio - Harry Brüll, calciatore olandese (n. 1935)
- 9 gennaio - Isaak Markovič Chalatnikov, fisico sovietico (n. 1919)
- 9 gennaio - John Lutz, scrittore statunitense (n. 1939)
- 9 gennaio - Lara Vinca Masini, critica d'arte italiana (n. 1923)
- 9 gennaio - John Reilly, attore statunitense (n. 1934)
- 9 gennaio - Fabrizio Soccorsi, medico italiano (n. 1942)
- 10 gennaio - Hubert Auriol, pilota motociclistico e pilota automobilistico francese (n. 1952)
- 10 gennaio - Pedro Casado, calciatore spagnolo (n. 1937)
- 10 gennaio - Adam Dyczkowski, vescovo cattolico polacco (n. 1932)
- 10 gennaio - James Follett, scrittore e sceneggiatore britannico (n. 1939)
- 10 gennaio - Bruno Ghedina, hockeista su ghiaccio italiano (n. 1943)
- 10 gennaio - José Francisco Nieto, calciatore colombiano (n. 1955)
- 10 gennaio - Christopher Maboulou, calciatore francese (n. 1990)
- 10 gennaio - Wayne Radford, cestista statunitense (n. 1956)
- 10 gennaio - Antonio Sabato, attore italiano (n. 1943)
- 10 gennaio - Walter Taibo, calciatore uruguaiano (n. 1931)
- 10 gennaio - Stefano Tomassini, giornalista, conduttore radiofonico e saggista italiano (n. 1950)
- 11 gennaio - Sheldon Adelson, imprenditore statunitense (n. 1933)
- 11 gennaio - David Chachalejšvili, judoka sovietico (n. 1971)
- 11 gennaio - Fabio Enzo, calciatore italiano (n. 1946)
- 11 gennaio - Kathleen Heddle, canottiera canadese (n. 1965)
- 11 gennaio - Howard Johnson, musicista, polistrumentista e attore statunitense (n. 1941)
- 11 gennaio - Shigeyo Nakachi, insegnante e supercentenaria giapponese (n. 1905)
- 11 gennaio - Luis Adriano Piedrahita Sandoval, vescovo cattolico colombiano (n. 1946)
- 11 gennaio - Oscar Rizzato, arcivescovo cattolico italiano (n. 1929)
- 11 gennaio - Julie Strain, attrice e modella statunitense (n. 1962)
- 11 gennaio - William E. Thornton, astronauta e medico statunitense (n. 1929)
- 11 gennaio - Stacy Title, regista, sceneggiatrice e produttrice cinematografica statunitense (n. 1964)
- 12 gennaio - Howard Andrew, giocatore di poker statunitense (n. 1934)
- 12 gennaio - Ugo Cardea, attore italiano (n. 1936)
- 12 gennaio - Florentin Crihălmeanu, vescovo cattolico rumeno (n. 1959)
- 12 gennaio - Noris De Stefani, cantante italiana (n. 1938)
- 12 gennaio - Tommaso di Ciaula, scrittore, poeta e sceneggiatore italiano (n. 1941)
- 12 gennaio - Francesco Magni, cantautore italiano (n. 1949)
- 12 gennaio - Per Martinsen, calciatore norvegese (n. 1936)
- 12 gennaio - Álvaro Mejía, atleta colombiano (n. 1940)
- 12 gennaio - Sidik Mia, politico malawiano (n. 1965)
- 12 gennaio - Kalala Ntumba, calciatore della Repubblica Democratica del Congo (n. 1949)
- 12 gennaio - Osvaldo Peredo, medico, guerrigliero e politico boliviano (n. 1941)
- 12 gennaio - Mona Malm, attrice svedese (n. 1935)
- 12 gennaio - Khalid bin Abd Allah bin Abd al-Rahman Al Sa'ud, principe e imprenditore saudita (n. 1937)
- 13 gennaio - Tim Bogert, musicista statunitense (n. 1944)
- 13 gennaio - Mario Cecchini, vescovo cattolico italiano (n. 1933)
- 13 gennaio - Borivoje Cenić, cestista e allenatore di pallacanestro jugoslavo (n. 1930)
- 13 gennaio - Robert Cohan, coreografo e ballerino statunitense (n. 1925)
- 13 gennaio - Ben Nsibandze, politico swati (n. 1931)
- 13 gennaio - Moses Hamungole, vescovo cattolico zambiano (n. 1967)
- 13 gennaio - Bernd Kannenberg, marciatore tedesco (n. 1942)
- 13 gennaio - Nelson Nieves, schermidore venezuelano (n. 1934)
- 13 gennaio - Joël Robert, pilota motociclistico belga (n. 1943)
- 13 gennaio - Eusébio Oscar Scheid, cardinale e arcivescovo cattolico brasiliano (n. 1932)
- 13 gennaio - Siegfried & Roy, illusionista statunitense (n. 1939)
- 13 gennaio - Sylvain Sylvain, chitarrista statunitense (n. 1951)
- 13 gennaio - Philip Tartaglia, arcivescovo cattolico scozzese (n. 1951)
- 13 gennaio - Marielle de Sarnez, politica francese (n. 1951)
- 14 gennaio - Gimax, pilota automobilistico italiano (n. 1938)
- 14 gennaio - Vincent Paul Logan, vescovo cattolico scozzese (n. 1941)
- 14 gennaio - Romano Misserville, politico e avvocato italiano (n. 1934)
- 14 gennaio - Yrjö Rantanen, scacchista finlandese (n. 1950)
- 14 gennaio - Peter Mark Richman, attore statunitense (n. 1927)
- 14 gennaio - Luigi Vignato, scrittore, fotografo e esploratore italiano (n. 1929)
- 14 gennaio - Roman Zacharov, canottiere sovietico (n. 1929)
- 14 gennaio - Jan de Vries, pilota motociclistico olandese (n. 1944)
- 15 gennaio - Geoff Barnett, allenatore di calcio e calciatore inglese (n. 1946)
- 15 gennaio - Vicente Cantatore, calciatore e allenatore di calcio argentino (n. 1935)
- 15 gennaio - Rosalind Cartwright, neuroscienziata statunitense (n. 1922)
- 15 gennaio - Alberto Malavasi, calciatore italiano (n. 1936)
- 15 gennaio - Paola Veneroni, attrice e doppiatrice italiana (n. 1922)
- 15 gennaio - Mihajlo Vuković, cestista e allenatore di pallacanestro jugoslavo (n. 1944)
- 16 gennaio - Jon Arnett, giocatore di football americano statunitense (n. 1935)
- 16 gennaio - Pave Maijanen, cantante e musicista finlandese (n. 1950)
- 16 gennaio - Claudia Montero, compositrice e pianista argentina (n. 1962)
- 16 gennaio - Cesare Mulé, giornalista, storico e politico italiano (n. 1931)
- 16 gennaio - Mario Prato di Pamparato, generale italiano (n. 1932)
- 16 gennaio - Phil Spector, produttore discografico, compositore e cantante statunitense (n. 1939)
- 16 gennaio - Arturo Tizón, pilota motociclistico spagnolo (n. 1984)
- 17 gennaio - Nikolaj Timofeevič Antoškin, generale e politico russo (n. 1942)
- 17 gennaio - Muriel Davis, ginnasta statunitense (n. 1940)
- 17 gennaio - Abel Gabuza, arcivescovo cattolico sudafricano (n. 1955)
- 17 gennaio - Junior Mance, pianista e compositore statunitense (n. 1928)
- 17 gennaio - Philip Edward Wilson, arcivescovo cattolico australiano (n. 1950)
- 18 gennaio - Jean-Pierre Bacri, attore e sceneggiatore francese (n. 1951)
- 18 gennaio - Alberto Cantù, musicologo e critico musicale italiano (n. 1950)
- 18 gennaio - Gérard Fromanger, pittore, scultore e fotografo francese (n. 1939)
- 18 gennaio - Lubomir Kavalek, scacchista statunitense (n. 1943)
- 18 gennaio - Daniel Kobialka, violinista e compositore statunitense (n. 1943)
- 18 gennaio - Dündar Ali Osman Osmanoğlu, principe ottomano (n. 1930)
- 18 gennaio - Catherine Rich, attrice francese (n. 1932)
- 18 gennaio - Francisco Daniel Rivera Sánchez, vescovo cattolico messicano (n. 1955)
- 18 gennaio - Jimmie Rodgers, cantante statunitense (n. 1933)
- 18 gennaio - Mario Ruggenini, filosofo italiano (n. 1940)
- 18 gennaio - Dani Shmulevich-Rom, calciatore israeliano (n. 1940)
- 18 gennaio - Alberto Simonetta, medico, zoologo e paleontologo italiano (n. 1930)
- 18 gennaio - Don Sutton, giocatore di baseball statunitense (n. 1945)
- 18 gennaio - Juan Carlos Tabío, regista e sceneggiatore cubano (n. 1943)
- 19 gennaio - William Regis Fey, vescovo cattolico e missionario statunitense (n. 1942)
- 19 gennaio - Hans Gerny, vescovo vetero-cattolico svizzero (n. 1937)
- 19 gennaio - Renita Andreevna Grigor'eva, regista sovietica (n. 1931)
- 19 gennaio - Abayubá Ibáñez, calciatore uruguaiano
- 19 gennaio - Emanuele Macaluso, politico, sindacalista e giornalista italiano (n. 1924)
- 19 gennaio - Cesare Maestri, alpinista, scrittore e partigiano italiano (n. 1929)
- 19 gennaio - Gustavo Peña, calciatore e allenatore di calcio messicano (n. 1942)
- 19 gennaio - Domenico Romano, politico italiano (n. 1932)
- 19 gennaio - Una Chi, scrittrice, germanista e traduttrice italiana (n. 1942)
- 19 gennaio - Ellinah Wamukoya, vescova anglicana swazilandese (n. 1951)
- 19 gennaio - Bob Williams, cestista statunitense (n. 1931)
- 19 gennaio - Giovanni Zucchi, canottiere italiano (n. 1931)
- 20 gennaio - Jaume Bassó, cestista spagnolo (n. 1929)
- 20 gennaio - Claude Bremond, saggista e semiologo francese (n. 1929)
- 20 gennaio - Mira Furlan, attrice e cantante croata (n. 1955)
- 20 gennaio - John Jeffers, calciatore inglese (n. 1968)
- 20 gennaio - John Baptist Kaggwa, vescovo cattolico ugandese (n. 1943)
- 20 gennaio - Sibusiso Moyo, politico e generale zimbabwese (n. 1960)
- 20 gennaio - Storrs Olson, biologo e ornitologo statunitense (n. 1944)
- 20 gennaio - Harthorne Wingo, cestista statunitense (n. 1947)
- 21 gennaio - Bob Avian, coreografo, regista teatrale e ballerino statunitense (n. 1937)
- 21 gennaio - Angelo Becchetti, allenatore di calcio italiano (n. 1928)
- 21 gennaio - Ginette Bucaille, tennista francese (n. 1926)
- 21 gennaio - Nathalie Delon, attrice e regista francese (n. 1941)
- 21 gennaio - Jean Graton, fumettista francese (n. 1923)
- 21 gennaio - Rémy Julienne, stuntman francese (n. 1930)
- 21 gennaio - Cecilia Mangini, regista, sceneggiatrice e fotografa italiana (n. 1927)
- 21 gennaio - Peter Swan, calciatore e allenatore di calcio inglese (n. 1936)
- 21 gennaio - Aldo Vianello, poeta italiano (n. 1937)
- 22 gennaio - Hank Aaron, giocatore di baseball statunitense (n. 1934)
- 22 gennaio - Roberto Brivio, attore, cantante e cabarettista italiano (n. 1938)
- 22 gennaio - Rocco Caccavari, politico italiano (n. 1938)
- 22 gennaio - Guem, percussionista algerino (n. 1947)
- 22 gennaio - Juan Guzmán, giudice cileno (n. 1939)
- 22 gennaio - Tony Jones, giocatore di football americano statunitense (n. 1966)
- 22 gennaio - Meherzia Labidi, politica, attivista e traduttrice tunisina (n. 1963)
- 22 gennaio - Gianfranco Lombardi, cestista e allenatore di pallacanestro italiano (n. 1941)
- 22 gennaio - Alfredo Magarotto, vescovo cattolico italiano (n. 1927)
- 22 gennaio - Luton Shelton, calciatore giamaicano (n. 1985)
- 23 gennaio - Gariba Abukari, calciatore ghanese (n. 1939)
- 23 gennaio - Walter Bernstein, regista e sceneggiatore statunitense (n. 1919)
- 23 gennaio - Emil Bildstein, pallanuotista tedesco (n. 1931)
- 23 gennaio - Luciano Bronzi, politico italiano (n. 1931)
- 23 gennaio - Alberto Grimaldi, produttore cinematografico italiano (n. 1925)
- 23 gennaio - Hal Holbrook, attore statunitense (n. 1925)
- 23 gennaio - Larry King, conduttore televisivo, conduttore radiofonico e giornalista statunitense (n. 1933)
- 23 gennaio - Lothar Metz, lottatore tedesco (n. 1939)
- 23 gennaio - Geronimo Meynier, attore italiano (n. 1941)
- 23 gennaio - Giorgio Mondino, politico italiano (n. 1941)
- 23 gennaio - Trisha Noble, cantante e attrice australiana (n. 1944)
- 23 gennaio - Omar Pirrera, poeta, scrittore e saggista italiano (n. 1932)
- 23 gennaio - Margherita Roberti, soprano statunitense (n. 1925)
- 23 gennaio - Robert Rowland, politico britannico (n. 1966)
- 23 gennaio - Wayne Stevens, cestista statunitense (n. 1936)
- 24 gennaio - Arik Brauer, artista austriaco (n. 1929)
- 24 gennaio - Jóhannes Eðvaldsson, calciatore islandese (n. 1950)
- 24 gennaio - Abdullahi Ibrahim, politico e avvocato nigeriano (n. 1939)
- 24 gennaio - Gunnel Lindblom, attrice e regista svedese (n. 1931)
- 24 gennaio - Bruce Kirby, attore statunitense (n. 1925)
- 24 gennaio - Barrie Mitchell, calciatore scozzese (n. 1947)
- 24 gennaio - Patrick O'Donoghue, vescovo cattolico irlandese (n. 1934)
- 24 gennaio - Marcel Uderzo, fumettista e illustratore francese (n. 1933)
- 24 gennaio - Nikolaj Čebot'ko, fondista kazako (n. 1982)
- 25 gennaio - Hernán Borja, calciatore, giocatore di calcio a 5 e allenatore di calcio ecuadoriano (n. 1959)
- 25 gennaio - Jean Richard, storico francese (n. 1921)
- 25 gennaio - Maryan Synakowski, calciatore francese (n. 1936)
- 26 gennaio - Winfried Bölke, ciclista su strada, pistard e ciclocrossista tedesco (n. 1941)
- 26 gennaio - Margitta Gummel, pesista tedesca (n. 1941)
- 26 gennaio - Rachele La Rotonda Compagnone, pittrice, scrittrice e poetessa italiana (n. 1934)
- 26 gennaio - John Mortimore, calciatore e allenatore di calcio inglese (n. 1934)
- 26 gennaio - Lars Norén, poeta, romanziere e drammaturgo svedese (n. 1944)
- 26 gennaio - Ermila Popova, cestista bulgara (n. 1937)
- 26 gennaio - Carlos Holmes Trujillo, politico e diplomatico colombiano (n. 1951)
- 26 gennaio - Jozef Vengloš, calciatore e allenatore di calcio cecoslovacco (n. 1936)
- 26 gennaio - Osamu Yamaji, calciatore giapponese (n. 1929)
- 27 gennaio - Gert Blomé, hockeista su ghiaccio svedese (n. 1934)
- 27 gennaio - José Luis Cruz, calciatore honduregno (n. 1949)
- 27 gennaio - Helga Klein, velocista tedesca (n. 1931)
- 27 gennaio - Cloris Leachman, attrice statunitense (n. 1926)
- 27 gennaio - Mehrdad Minavand, calciatore iraniano (n. 1975)
- 27 gennaio - Silvia Monelli, attrice, doppiatrice e direttrice del doppiaggio italiana (n. 1932)
- 28 gennaio - Chedly Ayari, politico, economista e banchiere tunisino (n. 1933)
- 28 gennaio - Adrián Campos, dirigente sportivo e pilota automobilistico spagnolo (n. 1960)
- 28 gennaio - Paul Crutzen, meteorologo e ingegnere olandese (n. 1933)
- 28 gennaio - Yvon Douis, calciatore francese (n. 1935)
- 28 gennaio - Roberto Fernando Frojuello, calciatore brasiliano (n. 1937)
- 28 gennaio - Rafael Heredia, cestista messicano (n. 1937)
- 28 gennaio - Vasilij Semënovič Lanovoj, attore sovietico (n. 1934)
- 28 gennaio - Maureen Reilly, cestista australiana (n. 1941)
- 28 gennaio - Cicely Tyson, attrice, modella e scrittrice statunitense (n. 1924)
- 28 gennaio - Lewis Wolpert, biologo, ingegnere e saggista sudafricano (n. 1929)
- 28 gennaio - Juan del Río Martín, arcivescovo cattolico spagnolo (n. 1947)
- 29 gennaio - John Chaney, allenatore di pallacanestro statunitense (n. 1932)
- 29 gennaio - Eddie Connachan, calciatore scozzese (n. 1935)
- 29 gennaio - Mary Anne Marchino, nuotatrice statunitense (n. 1938)
- 29 gennaio - Alberto Neuman, pianista e compositore argentino (n. 1933)
- 29 gennaio - Merritt Ruhlen, etnologo e linguista statunitense (n. 1944)
- 29 gennaio - Tonino Sicoli, critico d'arte e giornalista italiano (n. 1948)
- 29 gennaio - Hilton Valentine, chitarrista britannico (n. 1943)
- 29 gennaio - Lai Xiaomin, economista e dirigente d'azienda cinese (n. 1962)
- 30 gennaio - Leslie Brown, calciatore inglese (n. 1936)
- 30 gennaio - József Csatári, lottatore ungherese (n. 1943)
- 30 gennaio - Líber Gadelha, produttore discografico, imprenditore e musicista brasiliano (n. 1957)
- 30 gennaio - Alfreda Markowska, attivista polacca (n. 1926)
- 30 gennaio - Georg Mönch, violinista cecoslovacco (n. 1936)
- 30 gennaio - Marc Wilmore, sceneggiatore, autore televisivo e attore statunitense (n. 1963)
- 30 gennaio - Sophie, produttrice discografica, musicista e disc jockey britannica (n. 1986)
- 30 gennaio - Turki bin Nasser Al Sa'ud, principe, militare e imprenditore saudita (n. 1948)
- 31 gennaio - Jean Luent, cestista e allenatore di pallacanestro francese (n. 1935)
- 31 gennaio - Michel Murr, politico libanese (n. 1932)
- 31 gennaio - Federico Roncoroni, scrittore e saggista italiano (n. 1944)
- 31 gennaio - Ðuro Savinović, pallanuotista jugoslavo (n. 1950)
- 31 gennaio - Justo Tejada, calciatore spagnolo (n. 1933)